# Martín Lousteau
Martín Lousteau (Buenos Aires, 8 de dezembro de 1970) é um economista, diplomata e político argentino. Foi secretário da Produção e Presidente do Banco da Província de Buenos Aires na gestão do governador portenho Felipe Solá. Em seguida, foi nomeado Ministro da Economia da Argentina, cargo que exerceu entre 10 de dezembro de 2007 e 24 de abril de 2008, durante a presidência de Cristina Fernández de Kirchner.
Atualmente, Lousteau é senador pela cidade de Buenos Aires. Em 2015, foi candidato a prefeito de Buenos Aires pela coalização ECO, mas acabou derrotado pelo governista Horacio Rodríguez Larreta . Durante o primeiro ano do governo do presidente Mauricio Macri foi nomeado embaixador da Argentina nos Estados Unidos.
Em 2019, Lousteau foi eleito senador pela Cidade de Buenos Aires, integrando a coligação Mudemos.

## Livros Publicados
- Martín Lousteau y Javier González Fraga. Sin atajos. [S.l.]: Temas Grupo Editorial 2005. ISBN 9509445126
- Martín Lousteau. Hacia un federalismo solidario. [S.l.]: Temas Grupo Editorial 2003. ISBN 987916489X
- Martín Lousteau. Economía 3D: una nueva dimensión para tus preguntas de siempre. [S.l.]: Sudamericana 2011. ISBN 9789500733694
- Martín Lousteau y Sebatían Campanario. Otra vuelta a la economía. [S.l.]: Sudamericana 2012. ISBN 9789500740722